# 記録よりも記憶に残るフジテレビの笑う50年 〜めちゃ×2オボえてるッ!〜
『記録よりも記憶に残るフジテレビの笑う50年 〜めちゃ2オボえてるッ!〜』（きろくよりもきおくにのこるフジテレビのわらうごしゅうねん・めちゃめちゃおぼえてるっ!）は、2009年10月10日の20:00 - 23:10(JST)に、フジテレビ系列全国ネットにて放送されたバラエティ特別番組である。正式タイトルは『フジテレビ開局50周年記念 記録よりも記憶に残るフジテレビの笑う50年 めちゃ2オボえてるッ! -What A SUPER MEMORY we have!-』（ - かいきょくごじっしゅうねんきねん - ホワット・ア・スーパー・メモリー・ウィー・ハヴ）。省略、めちゃオボ。フジテレビ開局50周年記念番組として放送された。

## 概要
2009年2月28日に同局系で放送された『バラエティルーツの旅・あなたがいたから僕がいる 半世紀大感謝祭!!』にて、現在あるフジテレビの数々のバラエティ番組の中から、大トリとして最後にとりあげられた『めちゃ²イケてるッ!』だったが、スタジオパートの時間が足りなくなってしまい、「めちゃイケ・ルーツの旅」が行われないまま番組は終了してしまった。生放送終了後、制作の港浩一バラエティ制作センター局長（前・共同テレビ→元・フジテレビ社長）に直談判で抗議を行い、改めてちゃんとやることを確約した。しかし、待てど暮らせどその話は進まないまま時間が過ぎたある日、ナインティナインの二人が港局長に直談判で交渉した結果、秋まで遅れた分3時間放送枠をもらい、放送することになった。
収録は東京・お台場にある山九倉庫にて行われた。倉庫内の一角には、フジテレビのバラエティ番組の映像や資料などが、河田町から本社を移転した1997年より保管されている。その中から、メンバーが記憶に残る名場面にちなんだアイテムを発見し、それに関連した当時の映像を見ながら『めちゃイケ』のルーツを探っていく。
ちなみに『めちゃイケ』は、毎年、春・秋・年始の3回スペシャルを行っていたが、今回は秋のスペシャルが行われず、事実上の代替として当番組が放送された。また、長年『めちゃイケ』番組を担当してきた片岡飛鳥総監督が部長職に昇格することとなったため、この回が『めちゃイケ』として総合演出を担当する最後の放送となった（企画・プロデュースは昇格後も引き続き担当）。同時に総合演出となる戸渡ディレクターがこの回においてもチーフディレクターを担当、『めちゃイケ』としてもスタッフの世代交代を印象付ける放送となった。
番組のテーマ曲は、坂本九の『上を向いて歩こう』を使用していた。
ギャラクシー賞2009年10月度月間賞受賞番組。

## 出演者
山九倉庫のつなぎに、各演者にちなんだアクセサリーを着用して出演。

### 司会
- ナインティナイン
  - 岡村隆史 （ブタの幸子のストラップ）
  - 矢部浩之 （実母近影バッヂ）
- 中居正広 （『SMAP×SMAP』のロゴ入りワッペン）

### めちゃイケメンバー
- 加藤浩次 （『スッキリ!!』のロゴ入りワッペン）
- よゐこ
  - 濱口優（どぜうモンバッヂ）
  - 有野晋哉 （鈴木工務店作画の似顔絵入りバッヂ）
- 雛形あきこ （野田社長近影バッヂ）
- 鈴木紗理奈 （「BABY IN CAR」をベースにした「BABY IN ME」サイン入りワッペン、マタニティマーク入りキーホルダー）
- オアシズ
  - 光浦靖子 （太宰治近影バッヂ）
  - 大久保佳代子 （「JUNPEI KOSHINO」ロゴ入りワッペン）
- 武田真治 （JUNONのロゴ入りワッペン、「マジメ」バッヂ）

### ゲスト
- 加藤茶 （ハゲオヤジのカツラ）
- 志村けん （変なおじさんのカツラ）
- レイパー佐藤
- 笑福亭鶴瓶 （電話出演）
- 木梨憲武 （小港浩一の衣装一式）

### コメントゲスト
「記録」を持つ有名人・芸能人が出演している。
- 森光子 （主演舞台公演年数日本記録・48年間）
- 杉山愛 （テニス四大大会連続出場世界記録・62大会）
- 金本知憲 （プロ野球連続フルイニング出場世界記録・1474試合）
- 上野由岐子 （女子ソフトボール球速世界記録・119km/h）
- 羽生善治 （将棋王座戦連覇記録・18連覇）
- 岩下志麻 （化粧品CM長期契約世界記録・36年間）
- みのもんた （一週間の生放送出演世界記録・22時間15秒）
- 上地雄輔 （一日のブログ閲覧数世界記録・230,755人）
- 武豊 （競馬通算勝利数日本記録・3268勝）
- 黒柳徹子 （一般書籍発行部数日本記録・750万部）
- 板東英二 （甲子園一大会通算奪三振記録・83個）
- 北島康介 （男子平泳ぎ100m日本記録・58秒91）
- 具志堅用高 （ボクシング世界王座連続防衛記録・13回）
- 小林尊 （ホットドッグ6個早食い世界記録・3分00秒）
- 劇団ひとり （レモン3個早食い世界記録・1分33秒）

## 取り上げた「記憶」と番組
一部を除き、基本的にメンバーが拾い上げたアイテムを元にその「記憶」を辿るというコンセプトのため、一つのパートはあるテーマに沿って作られている。放送されたVTRは古い家庭型テレビをモチーフとしており、ブラウン管の部分にその当時の映像が映し出される。その周りには、上部に映像元となる番組名と放映日、右側上部に「フジテレビ開局50周年記念」と記憶のタイトルが表示される部分、右側下部には適時顔写真等を挿入するチャンネル選択ダイヤル、底面には当時の映像を補完する情報が「記録よりも記憶に残るインフォメーション」として表示される電光表示板が配置されている。
なお、当時の映像にはものまねする歌手名、タイトル、および現代の放送コードに抵触する部分等のテロップを除いて、全てそのまま放映され、また以上の点については当時の雰囲気を損なわないように挿入されている。
1. 明石家さんまの記憶 "Monster"
  - 明石家さんまのスポーツするぞ!大放送
  - FNS ALLSTARS27時間笑いの夢列島
  - オレたちひょうきん族
2. ビートたけしの記憶 "Master"
  - タケちゃんの思わず笑ってしまいました
  - FNSの日26時間テレビ2009超笑顔パレード爆笑!お台場合宿!!
3. ひょうきんの記憶 "Saturday"
  - オレたちひょうきん族
4. ものまね四天王の記憶 "Professional"
  - ものまね王座決定戦
5. ものまね素人の記憶 "Amateur"
  - 発表!日本ものまね大賞
6. ドリフターズの記憶 "Duo"
  - ドリフ大爆笑
  - 志村けんのだいじょうぶだぁ
7. どっきりの記憶 "Surprise"
  - スターどっきり㊙報告
8. 夕ニャンの記憶 "Evening"
  - 夕やけニャンニャン
9. オールナイトの記憶 "Midnight"
  - オールナイトフジ
10. みなさんの記憶 "Golden"
  - とんねるずのみなさんのおかげです
11. 動物たちの記憶 "Animals"
  - ムツゴロウとゆかいな仲間たち
  - 心はロンリー気持ちは「…」
  - ポンキッキーズ
  - FNSスーパースペシャル1億人のテレビ夢列島
12. やるやらの記憶 "Ucchan Nanchan"
  - ウッチャンナンチャンのやるならやらねば!
13. 天然の記憶 "Nature"
  - FNS番組対抗NG名珍場面大賞
  - なるほどザワールド
  - 欽ちゃんのドンとやってみよう
  - 新春スターかくし芸大会
  - FNS27時間テレビ みんなのうた
14. SMAPの記憶 "Smap" / "Suika"
  - SMAP×SMAP
  - 新春スターかくし芸大会
15. めちゃイケの記憶 "Roots?"
  - めちゃ×2イケてるッ!

## スタッフ
『めちゃイケ』のスタッフとほぼ共通。
- 構成：伊藤正宏、御影屋聖（高須光聖）、すますま-すずき（鈴木おさむ）、鈴木工務店、渡辺・プロ（渡辺真也）、渡辺鐘（世界のナベアツ）、堀雅人[4]、酒井健作、元祖爆笑王
- SW：藤本敏行
- カメラ：長瀬正人、辻稔
- 音声：牧野正義、高橋幸則
- VE：斉藤雄一
- 照明：穴田建二（FLT）
- 音響効果：笠松広司（デジタルサーカス）
- 編集：中根敏晶、渕真吾（ミディアルタ）、飯星岳、小笠原一登（IMAGICA）
- MA：円城寺暁、鈴木久美子（IMAGICA）
- 美術製作：三竹寛典
- デザイン：桐山三千代
- 美術進行：村瀬大
- 大道具：毛利彰、坂井稔
- アクリル装飾：堀内重彰
- 視覚効果：倉谷美奈絵
- 小道具：岡田寿也（オカピー）
- 電飾：中尾学
- 衣装：望月結花
- 持道具：森知美
- メイク：春山輝江、古賀友里子
- かつら：清水聖恵（山田かつら）
- 特殊装置：平野正英
- アートフレーム：石井智之
- ナレーション：木村匡也
- CG：岩下みどり（ケネック・ジャパン）、冨士川祐輔
- イラスト：まるはま　ほか
- タイトル：佐々木千代乃
- インフェルノ：和田真弥（ミディアルタ）
- 編成：吉田豪、大川友也
- 広報：名須川京子
- TK：山口美香、平野美紀子
- デスク：斉藤真理子
- 車両：岡本貴幸
- AP：大平智恵（ブースカ）、栗原志帆、森谷香津
- SPECIAL THANKS：竹島達修[5]、三宅恵介、森正行[6]、木村忠寛、小畑芳和、川口誠[6]、金田耕司[7]、小松純也
- 技術協力：ニユーテレス
- ロケ技術：スウィッシュ・ジャパン
- 映像協力：ワールド・ベースボール・クラシック
- プロデューサー：中嶋優一
- ディレクター：中村肇、近藤真広、明松功（カガリD）、北村要、松本泰治、当麻晋三、内山真吾、須藤拓也
- 演出：戸渡和孝
- 制作：港浩一、小港浩一（木梨憲武）
- 総監督：片岡飛鳥
- 制作著作：フジテレビ